# 石川チカ
石川 チカ（いしかわ チカ、11月17日 - ）は日本の漫画家。

## 来歴
栃木県出身。 京都精華大学マンガ学部マンガ学科卒。
2009年「ジャンプスクエア」GAG MANGA Grand Prixにてデビュー。

## 作品リスト

### 連載
- metro（『WEBコミック EDEN』2011年10月[3] - 2015年1月）
- KOBAN（『comicスピカ』2011年No.1[4] - 2013年No.24）
- たぬきつ（『haruca』2012年vol.1[5] - 2014年vol.9）
- 交番PB（『comicスピカ』2013年No.27[6] - 2015年No.42→『デンシバーズ』2015年[7] - 2017年34号）
- 愛犬わをん（『ARIA』2015年6月号[8] - 2016年1月号）
- metro ex（『月刊バーズ』2016年9月号[9] - 2017年12月号[10]）
- お憑かれ刑事（『COMICジンガイ』2018年9月 - 2019年9月）
- 大安仏滅（『comicブースト』2019年2月[11] - 2020年6月）
- ぬいぐるみのお医者さん（『キミトワ』2021年2月[12] - 2023年5月）
- 異世界コレクター〜収納魔法で異世界を収集する〜（原作：新井颯太、『comicブースト』2021年12月 - 2022年7月）
- ひきこもり転生〜異世界ではスローライフを目指します〜（原作：片岡直太郎、『comicブースト』2023年2月 - 連載中）

### 読み切り
- 交番外編（同人誌『KOBAN9』） - 『石川チカ作品集 イチカバチカ』に収録[13]。
- KOBAN-足立編-（同人誌『KOBAN8.5』） - 『石川チカ作品集 イチカバチカ』に収録[13]。
- やまびと（同人誌『やまびと』） - 『石川チカ作品集 イチカバチカ』に収録[13]。
- スーパーマン（『もっと!』2013年vol.2・vol.3） - 『石川チカ作品集 イチカバチカ』に収録[13]。
- 我が家の可愛い方のムスメ（『comicスピカ』2013年No.26[13]） - 『石川チカ作品集 イチカバチカ』に収録[13]。
- 元勇者、あああ（『comicスピカ』2014年No.34[14]） - 『石川チカ作品集 イチカバチカ』に収録[13]。
- 眉毛と毛（原作：日丸屋秀和、『ヘタリア Axis Powers アンソロジー』1巻） - 『ヘタリア』のアンソロジー寄稿作品[15]
- お貴族迷走曲（原作：日丸屋秀和、『ヘタリア Axis Powers アンソロジー』2巻） - 『ヘタリア』のアンソロジー寄稿作品[16]
- 放っておけない（原作：清水茜、『はたらく細胞 コミックアンソロジー』2020年） - 『はたらく細胞』のアンソロジー寄稿作品[17]。
- 中野は中の人（『マンガPark』2022年11月[18]）
- 未知との遭遇!? （『comic HOWL』2024年11月[19]）
- 北野くんを笑わせたい!! （『マンガMee』2025年4月[20]）

### 書籍
- 『KOBAN』ふゅーじょんぷろだくと〈ポーバックス オリジナルコミックス〉、2010年11月24日発売[21]、ISBN 978-4-89393-665-3
  - （新装版）『KOBAN #0』幻冬舎コミックス〈バーズコミックス デラックス〉、2012年10月24日発売[22][23]、ISBN 978-4-344-82632-8
- 『KOBAN』、幻冬舎コミックス〈バーズコミックス デラックス〉2012年 - 2013年、全3巻
  1. 2012年7月24日発売[24][25]、ISBN 978-4-344-82561-1
  2. 2013年3月23日発売[26]、ISBN 978-4-344-82775-2
  3. 2013年12月24日発売[27]、ISBN 978-4-344-82989-3
- 『metro』、マッグガーデン〈マッグガーデンコミック EDENシリーズ〉2012年 - 2015年、全4巻
  1. 2012年9月14日発売[28][29]、ISBN 978-4-8000-0046-0
  2. 2013年6月14日発売[30]、ISBN 978-4-8000-0175-7
  3. 2014年5月14日発売[31]、ISBN 978-4-8000-0303-4
  4. 2015年3月14日発売[32][33]、ISBN 978-4-8000-0428-4
    - （ドラマCD付き初回限定版）同日発売[32][34]、ISBN 978-4-8000-0421-5
- 『交番PB』、幻冬舎コミックス〈バーズコミックス スピカコレクション〉2014年 - 2018年、全5巻
  1. 2014年9月24日発売[35]、ISBN 978-4-344-83219-0
  2. 2015年8月24日発売[36]、ISBN 978-4-344-83506-1
  3. 2016年7月23日発売[37]、ISBN 978-4-344-83759-1
  4. 2017年7月24日発売[38]、ISBN 978-4-344-84021-8
  5. 2018年5月24日発売[39]、ISBN 978-4-344-84230-4
- 『石川チカ作品集 イチカバチカ』幻冬舎コミックス〈バーズコミックス スピカコレクション〉、2014年10月24日発売[13][40]、ISBN 978-4-344-83245-9、短編集
- 『たぬきつ』祥伝社〈幻想コレクション〉、2015年3月7日発売[41]、ISBN 978-4-396-79082-0
- 『愛犬わをん』講談社〈講談社〉、2016年1月7日発売[42]、ISBN 978-4-06-380826-1
- 『metro ex』、幻冬舎コミックス〈バーズコミックス〉2017年、全2巻
  1. 2017年2月24日発売[43][44]、ISBN 978-4-344-83915-1
  2. 2017年12月21日発売[45]、ISBN 978-4-344-84117-8
- 『ムシクイ』ホーム社、2018年5月25日発売[46]、ISBN 978-4-8342-8480-5
- 『大安仏滅』、幻冬舎コミックス〈バーズコミックス〉2019年 - 2020年、全2巻
  1. 2019年11月22日発売[47][48]、ISBN 978-4-344-84560-2
  2. 2020年8月24日発売[49]、ISBN 978-4-344-84694-4
- 『お憑かれ刑事』Jパブリッシング〈コミックジンガイ〉、2019年12月10日発売、ISBN 978-4-86669-244-9
- 『異世界コレクター〜収納魔法で異世界を収集する〜』、原作：新井颯太、幻冬舎コミックス〈バーズコミックス〉2021年 - 2022年、全2巻
  1. 2021年12月24日発売[50][51]、ISBN 978-4-344-84959-4
  2. 2022年7月23日発売[52]、ISBN 978-4-344-85067-5
- 『ひきこもり転生〜異世界ではスローライフを目指します〜』、原作：片岡直太郎、幻冬舎コミックス〈バーズコミックス〉2023年 - 刊行中、既刊3巻（2024年9月24日現在）
  1. 2023年10月24日発売[53][54]、ISBN 978-4-344-85316-4
  2. 2024年3月23日発売[55]、ISBN 978-4-344-85401-7
  3. 2024年9月24日発売[56]、ISBN 978-4-344-85465-9

## メディアミックス
- metroドラマCD（2014年studioぴえろ/MOVIC）[57]
- 愛犬わをん the ステージ（2019年）[58]